# Freeciv

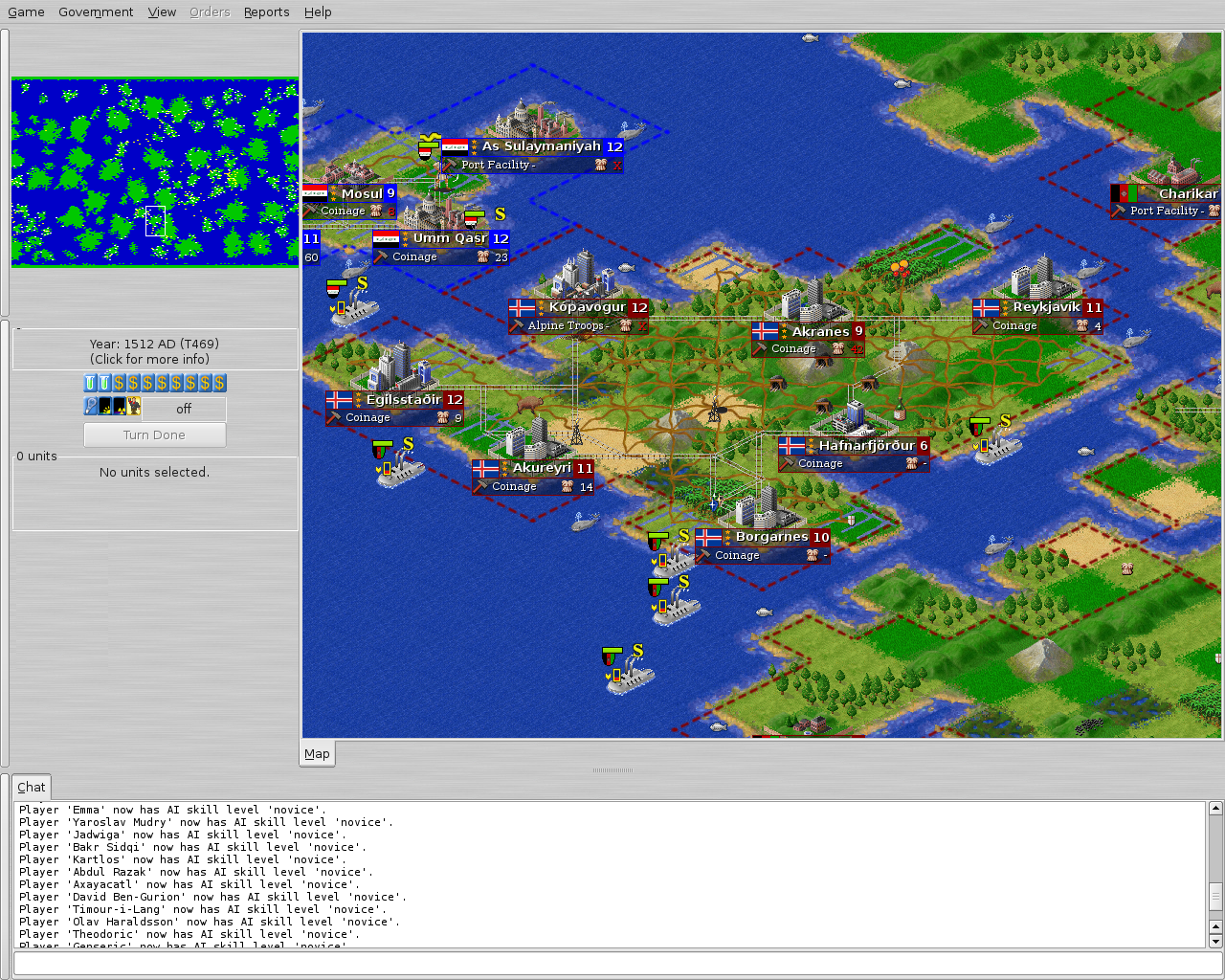
Freeciv 2.1-beta1, 新しいAmplioタイルセット

Freecivは、シド・マイヤー監修の商業ゲーム「シヴィライゼーション」シリーズのアイディアを元に製作された、多人数ターン制戦略ゲームである。
GNU General Public License下の自由ソフトウェアであり、世界中の人が投稿したソースコード・グラフィック・サウンドなどにより共同で開発されている。また、多くのLinuxディストリビューションに同梱されている。Freecivはとても柔軟な設定が出来るため、「シヴィライゼーション I」互換ルール・「シヴィライゼーション II」互換ルール・「シヴィライゼーション II・III」混合ルール・「Freeciv」独自ルール・カスタムルールなど、様々なルールでプレイできる。グラフィックとサウンドは置き換えることが可能であり、クォータビュー・平面・ヘックスなどのタイルセットがある。

## 解説
ゲームは紀元前4000年から始まる。プレイヤーはある部族のリーダーになり何世紀にも渡って自文明の民を導くことになる。時間をかけて発見した新しい技術で、新しい建造物を建設したり新しいユニットを雇うことが可能になる。プレイヤーは他のプレイヤーと戦争を行ったり、複雑な外交関係を結ぶことが可能である。
ゲームが終了するのは、ある文明が他の全ての文明を征服した時・あるプレイヤーが宇宙への入植を達成した時・ゲーム終了年になった時である。2文明以上がゲーム終了年に存在する場合、もっともスコアの高いプレイヤーの勝利となる。スコアは、文明の大きさ・財産・文化と科学の発達に応じて与えられる。

## ゲームデザイン
Freecivは通信にTCP/IPを使用する。ゲームをするにはサーバに接続しなければならない。サーバはローカルでも動かせるが、たいていリモートである。1人でAIと対戦するか、他の人間とマルチプレイヤーゲームが出来る。ソロゲームは、ただ1人の人間プレイヤーがローカルで動いているサーバに接続する、というマルチプレイヤーゲームの特別な形式として行われる。Freeciv 2.0以上は、ソロゲームの場合自動でサーバを立ち上げる。
1人または複数人のプレイヤーはゲームの管理者としてゲームのルールを変更可能である。一般的に変更されるルールを以下に列挙する。
- ゲームを開始するのに必要なプレイヤー数
- 技術開発の速度
- コンピュータプレーヤーの有無
- コンピュータが操作するバーバリアン（蛮族）がプレイヤーの都市を侵略するかどうか
- 新しい都市を建造できる距離
- 大陸・島のマップ上の分布

ゲームはターン制であるが、各プレイヤーは同時に行動を起こす。コンピュータプレイヤーは別に行動する。
2.0.0 より前のバージョンでは、AIプレイヤーは人間のプレイヤーに対して外交関係を持つことが出来なかった。
2.0.0 以降のバージョンでは、AIプレイヤーは人間のプレイヤーに対して固定的な外交関係（ランダムではない）を持つことが可能。
マップ・シナリオエディターとして「Civworld」があり、ゲームとは別にダウンロードできたが、2.2以降は本体に統合された。

## 互換性
FreecivはX Window Systemを備えたUnix系オペレーティングシステム (OS) や、Windows・Amiga・Macintoshなどで動作する。Freecivはどちらかと言えばスペックを必要としないゲームである。豪華なグラフィックや画面効果は無いが、その一方で移植性の高さと必要環境の低さを備えている。
FreecivはSGI IRIXで開発が開始された。報告されているFreecivの動作環境は少なくともSunOS 4・Solaris・Ultrix・QNX・Linux・FreeBSD・OpenBSD・NetBSD・macOS・OS/2・Windows 95・Windows 98・Cygwin・Windows 2000・Windows XP・Windows Vista・Amigaなどであるが、他のOSでも動く可能性がある。マルチプレイヤーモードは標準的なモデムで遊べるように設計されている。

## 日本でのFreeciv
日本では、本家のシヴィライゼーション自体もエイジ オブ エンパイア シリーズ等と比べて知名度が低いが、Freecivの知名度はそのシヴィライゼーションと比べてもはるかに低い。これは、Simutransなどと同様に、当初は日本語で表示することができなかったことが一因である。それ以外にも、ゲームシステムや設定が複雑であること、自由度が高すぎて何をしたらよいのか分からなくなる人が多いこと、さらにはヘルプやWeb解説が特に日本語の記述において不十分で操作方法やゲームの始め方すら分からない人が多いことなど、操作が単純であったり複雑でもチュートリアルが豊富な他のゲームと比べて極めてハードルの高いゲームであることも要因となっている。
しかしながら、日本でも知る人ぞ知るゲームとして、特にLinuxなど対応したゲームが少ないOSのユーザーを中心に人気が高く、コアなファンは決して少なくない。
2009年ごろから多人数のマルチプレイのオンライン対戦を目的とした「定期鯖」が立ち、告知は2chを通じて行われている。
その影響もあって日本でのオンラインプレイヤーは徐々に増えつつある。